# Caudipteridae
Caudipteridae byla čeleď drobných teropodních dinosaurů, kteří žili v období spodní křídy (asi před 125 až 120 miliony let) na území dnešní severovýchodní Číny (souvrství Yixian a Jiufotang). Patřili k stále se rozrůstající skupině tzv. opeřených dinosaurů, výjimečně zachovaným zkamenělinám neptačích dinosaurů s dochovaným pernatým pokryvem těla. V současnosti jsou známy tři rody, patřící do této čeledi, Caudipteryx (popsaný roku 1998), dále Similicaudipteryx (popsaný roku 2008) a Xingtianosaurus (formálně popsaný roku 2019).

## Popis
Tito oviraptorosauři o velikosti husy nebo krocana měli charakteristicky zkrácené čelisti (dolní byla stočena směrem k zemi), relativně krátké přední končetiny a naopak velmi dlouhé nohy. Zajímavý je objev nedospělých jedinců similikaudipteryga z roku 2010. Ten naznačuje, že peří u mláďat mělo jinou strukturu než u dospělých zvířat a v průběhu ontogeneze se vyvíjelo a měnilo.
U rodu Caudipteryx byla v roce 2021 identifikována fosilie původní buněčné struktury, která by mohla být chromatinem (obsahovat jakési pozůstatky komplexu DNA a bílkovin).